# Флеминг, Виктор
Виктор Флеминг (англ. Victor Fleming, 23 февраля 1889, Пасадина, Калифорния, США — 6 января 1949, Коттонвуд, Аризона, США) — американский кинорежиссёр и оператор, лауреат премии «Оскар» за лучшую режиссуру.

## Биография
Флеминг родился на ранчо Банбери недалеко от того места, где сейчас находится Ла-Каньяда-Флинтридж, Калифорния, в семье Евы (урождённой Хартман) и Уильяма Ричарда Лонзо Флеминга. В 1910 году, работая автомехаником в салоне, он познакомился с режиссёром Алланом Двоном, который нанял его в качестве помощника оператора. С 1915 года он работал кинооператором на студии «Triangle», часто работал под начальством Дэвида Гриффита.
В годы Первой мировой войны Флеминг служил в разведке в отделе фотосъёмки и позже сопровождал президента Вильсона по Европе в качестве старшего оператора. С 1918 года он преподавал и возглавлял Школу военной кинематографии Колумбийского университета. Среди слушателей его курсов были Джозеф фон Штернберг, Эрнест Б. Шёдсак и Льюис Майлстоун. В 1919 году Флеминг дебютировал как режиссёр с фильмом «Когда разойдутся тучи», где главную роль сыграл Дуглас Фэрбэнкс.
С 1932 года он работал на студии «MGM», сняв там такие популярные фильмы, как «Красная пыль» (1932), «Сногсшибательная блондинка» (1933), «Остров сокровищ» (1934), «Безрассудные» (1935) и «Отважные капитаны» (1937). В 1939 году на экраны вышли два его самых популярных фильма — «Волшебник страны Оз» и «Унесённые ветром», за который он получил «Оскар». Под его руководством премию Киноакадемии также получили Вивьен Ли и Хэтти Макдэниел. Последней режиссёрской работой Флеминга стал фильм «Жанна д’Арк» с Ингрид Бергман в главной роли. Картина стала одним из самых громких хитов 1948 года, но из-за огромного бюджета на съёмки так и не смогла окупиться в прокате.
С 1933 года Флеминг была женат на Люсиль Россон, ставшей матерью его двоих детей. Семья проживала в поместье Морага в Бель-Эйр, Калифорния, где часто гостили Кларк Гейбл, Вивьен Ли, Ингрид Бергман и Спенсер Трейси. Флеминг умер по пути в больницу в Коттонвуде, штат Аризона, после сердечного приступа 6 января 1949 года. Похоронен в закрытом колумбарии кладбища «Hollywood Forever».

## Фильмография
| - 1919 — Когда разойдутся тучи / When the Clouds Roll by - 1920 — Мокрая курица / The Mollycoddle - 1921 — Mama’s Affair - 1921 — Woman’s Place - 1922 — The Lane That Had No Turning - 1922 — Red Hot Romance - 1922 — Anna Ascends - 1923 — Dark Secrets - 1923 — Law of the Lawless - 1923 — To the Last Man - 1923 — The Call of the Canyon - 1924 — Empty Hands - 1924 — Code of the Sea - 1925 — The Devil’s Cargo - 1925 — Adventure - 1925 — A Son of His Father - 1925 — Lord Jim - 1926 — The Blind Goddess - 1926 — Капкан на мужчину / Mantrap - 1927 — Путь всякой плоти / The Way of All Flesh - 1927 — Хула / Hula - 1927 — The Rough Riders - 1928 — The Awakening | - 1929 — Abie’s Irish Rose - 1929 — The Wolf Song - 1929 — The Virginian - 1930 — Common Clay - 1930 — Renegades - 1932 — The Wet Parade - 1932 — Красная пыль / Red Dust - 1933 — The White Sister - 1933 — Взрывоопасная красотка / Bombshell - 1934 — Остров сокровищ / Treasure Island - 1935 — Безрассудные / Reckless - 1935 — The Farmer Takes a Wife - 1937 — Благословенная земля - 1937 — Отважные капитаны / Captains Courageous - 1938 — Лётчик-испытатель / Test Pilot - 1938 — Большой вальс / The Great Waltz - 1939 — Волшебник страны Оз / The Wizard of Oz - 1939 — Унесённые ветром / Gone With The Wind - 1941 — Доктор Джекилл и мистер Хайд / Dr. Jekyll and Mr. Hyde - 1942 — Квартал Тортилья-Флэтт / Tortilla Flat - 1943 — Парень по имени / Joe A Guy Named Joe - 1945 — Приключение / Adventure - 1948 — Жанна д’Арк / Joan of Arc |